# Пунт

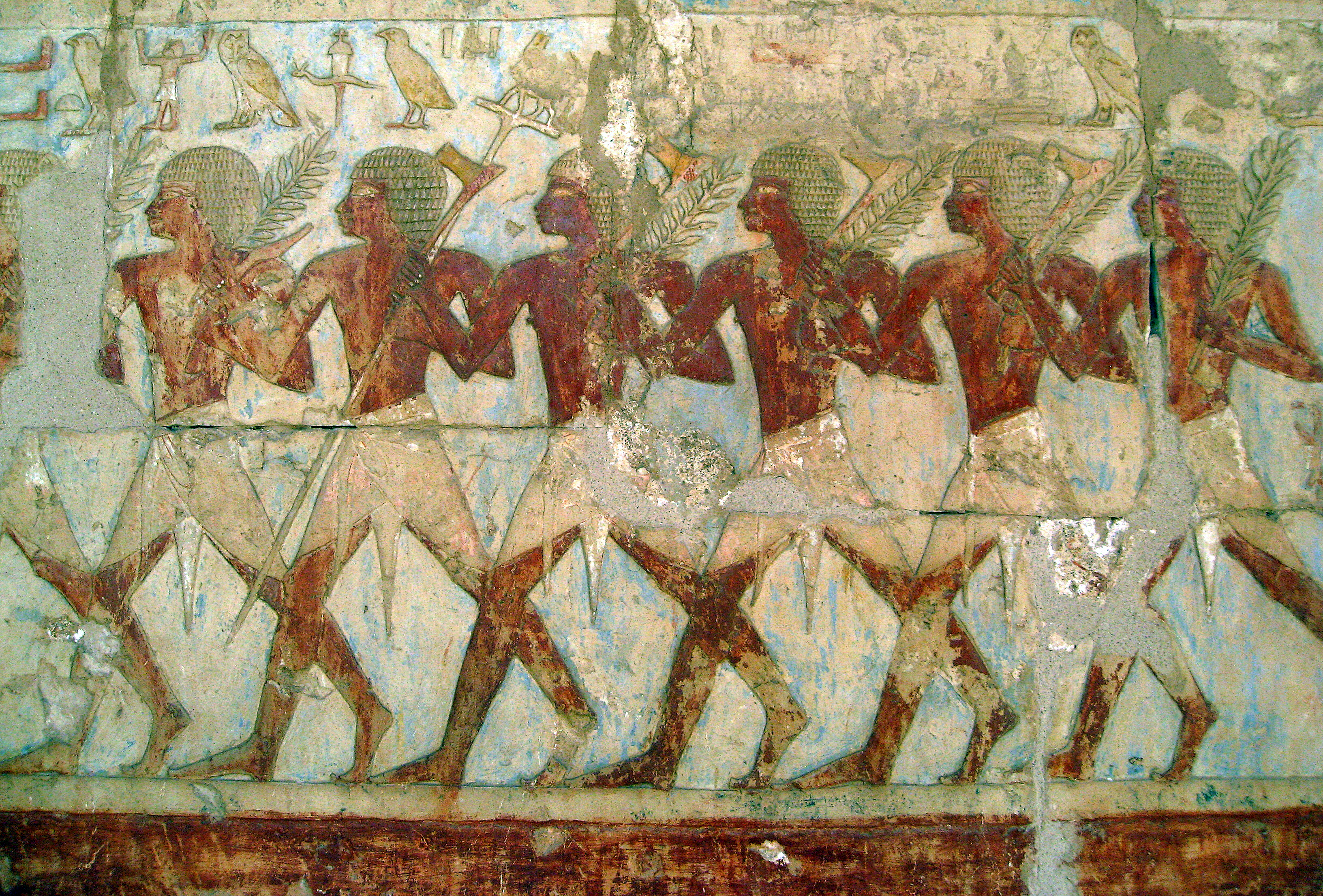
Египетские солдаты из экспедиции в Пунт

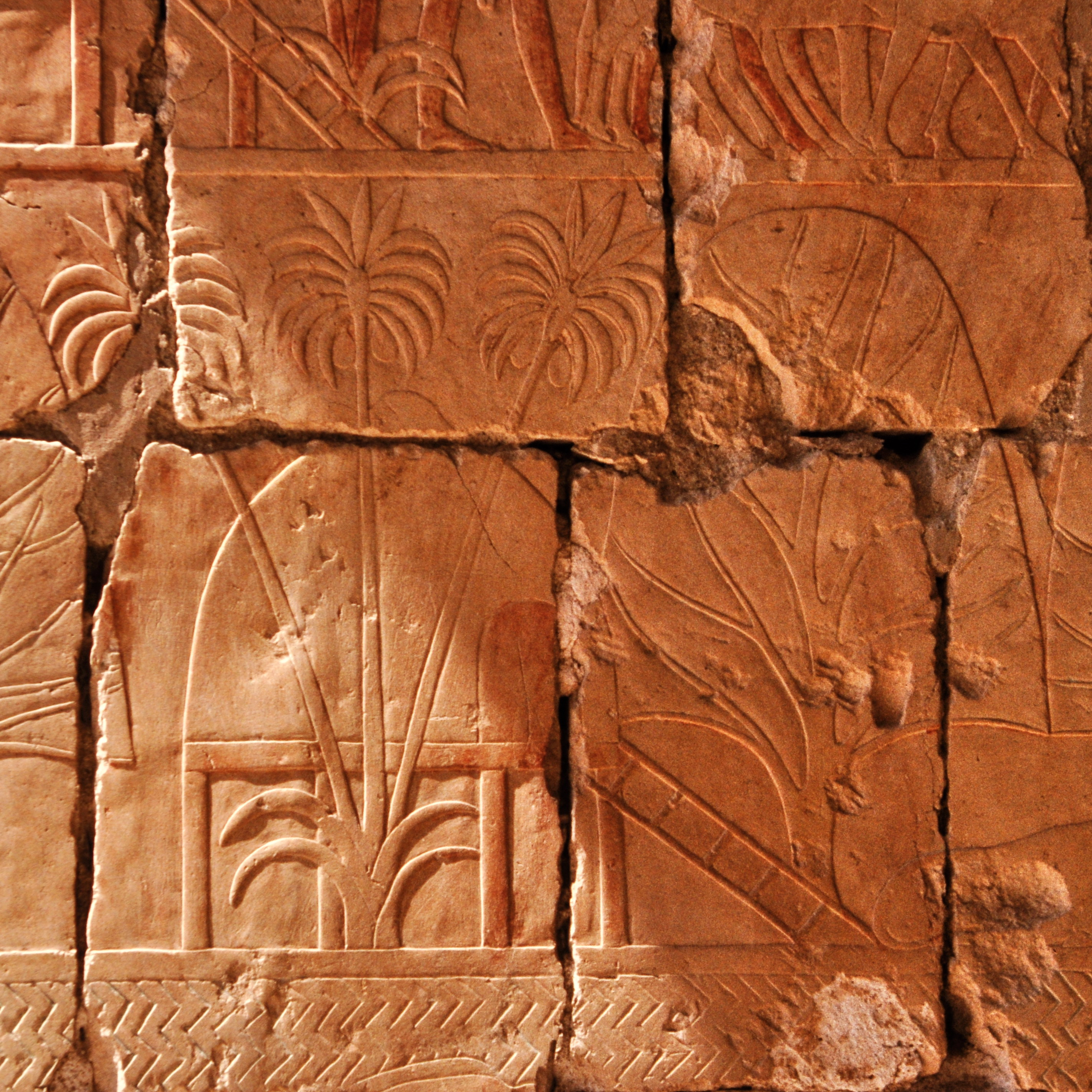
Этот рельеф изображает ладан и мирровые деревья, полученные экспедицией Хатшепсут

| Q3 | E34 · N35 | X1 · N25 |

| Q3 | E34 · N35 | X1 · N25 |

О современном государстве см. Пунтленд
Земля Пунт (егип. pwn.t, также Та-Нечер — t3-nṯr, то есть «Земля богов») — известная древним египтянам территория в Восточной Африке.
Пунт был пунктом назначения многочисленных египетских экспедиций, снаряжавшихся для доставки в Египет чёрного дерева, благовоний, в том числе ладана (тишепс, ихмет, хесаит), чёрной краски для глаз, слоновой кости, ручных обезьян, золота, рабов и шкур экзотических животных, которые обменивались на товары, привозимые из Египта. Важнейшим товаром, доставлявшимся из Пунта, была мирра, необходимая для проведения религиозных церемоний, а также мирровые деревья. Большую известность, в частности, получила экспедиция женщины-фараона Хатшепсут.
Некоторые древнеегипетские источники прямо указывают на то, что Пунт был прародиной египтян и колыбелью египетских богов. Некоторые египтологи XIX века, например Уоллис Бадж и Флиндерс Петри с его концепцией «династической расы», поэтому выводили отсюда происхождение египетской цивилизации или её правящей верхушки.
Пунт часто упоминался в древнеегипетском фольклоре и мифологии. Крушению корабля на пути в царство Пунт посвящена древнеегипетская «Сказка о потерпевшем кораблекрушение», относящаяся примерно к XII династии.
Название «Пунт» было включено в состав названия сепаратистского региона на северо-востоке Сомали, провозгласившего в 1998 году автономию по примеру соседнего Сомалиленда, — Пунтленд.

## Географическое расположение

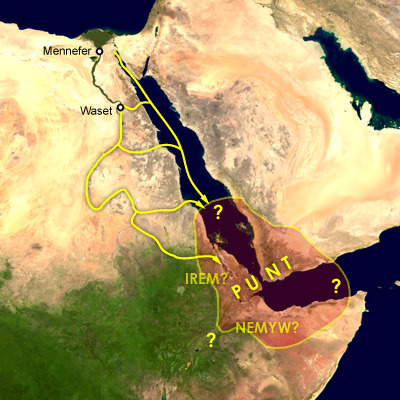
Предполагаемое местоположение страны Пунт на юге Красного моря отмечено светло-красным; показаны основные морские и сухопутные маршруты в страну Пунт

Пунт, помимо Египта, вёл торговлю с Аравией и, видимо, был расположен на Африканском Роге. Тем не менее, споры по поводу расположения Пунта продолжаются до нашего времени, так как египетские источники со всей точностью сообщают только тот факт, что Пунт находился на южном побережье Красного моря. Считается, что Пунт мог находиться на территории современных Сомали, Джибути или Эритреи и части суданского побережья, хотя выдвигаются и теории, связывающие Пунт с упоминаемыми в Библии Офиром и Савским царством, расположенными на территории Аравийского полуострова.
Осуществлённые в 2010 и 2015 годах учёными из Египетского музея и Университета Калифорнии исследования генетического материала мумий бабуинов, привезённых в Египет из Пунта (и ныне хранящихся в Британском музее), показали, что местом их происхождения действительно могли быть Эритрея, восток Эфиопии или север Сомали. По легенде, путешественники привозили из царства Пунт обезьян. Изучив ДНК мумий приматов, генетики выяснили их происхождение — Африканский Рог — территория современных Джибути, Сомали, Эфиопии и Эритреи.

## Экспедиция Сахуры
При фараоне V династии, Сахуре, была отправлена первая известная широкомасштабная экспедиция в Пунт (хотя упоминание о золоте из страны Пунт в Египте датируется временами фараона IV династии Хеопса). Описание этой экспедиции было обнаружено на Палермском камне: в Египет было доставлено 80 тыс. мер мирры, 2,6 тыс. единиц ценных пород дерева, звериных шкур и слоновой кости. Корабли, возвращающиеся из этого плаванья, запечатлены на рельефах храма Сахуры в Абу-Сире.

## Следующие экспедиции Древнего и Среднего царства

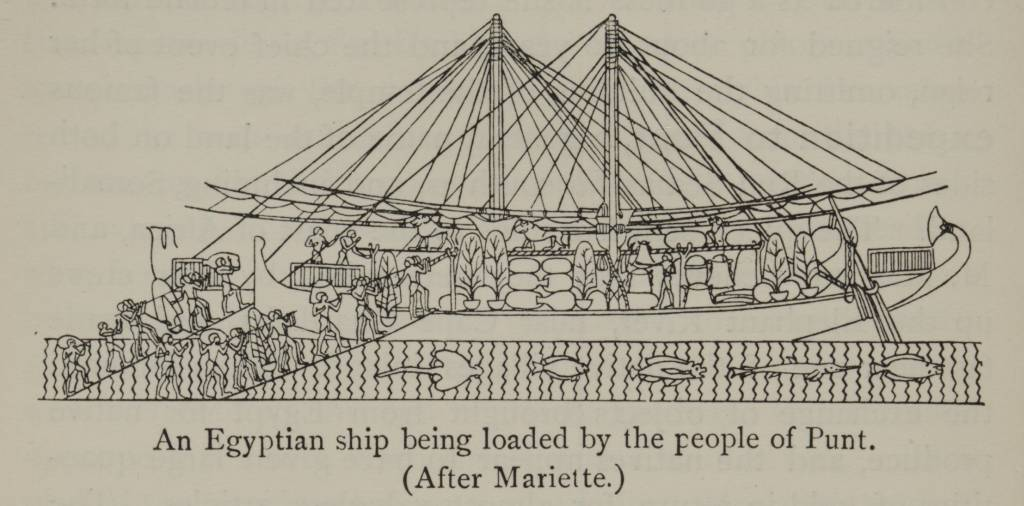
Корабли в Пунте, загружаемые товаром.

После Сахуры экспедиции отправляли фараоны Джедкара Исеси (2405—2367), Унас (2367—2347), Пепи II (2279—2219). Экспедиции обычно начинались в городе Коптосе, затем проходили через Вади-Хаммамат к красноморскому порту, на месте которого в эллинистическое время возникли Береника и Левкос-Лимен. Во время разлива Нила египтяне могли попадать в Красное море и через отходящее от основного русла Нила в районе Бубастиса русло Вади Тумилат, соединявшееся с морем Горькими озерами. Во время правления VI династии экспедиции в Пунт стали обыденным явлением. Однако к 2050 году до н. э. торговля резко пошла на убыль, так как в Египте кончилась эпоха Древнего Царства, и начался Первый переходный период.
В эпоху Среднего Царства по всему пути от Коптоса к Красному морю, в царствование Ментухотепа III, под руководством вельможи Хену были выкопаны источники, из которых путники брали питьевую воду.
При Ментухотепе IV был основан городок Джаау, на месте которого позже и вырос Левкос-Лимен (ныне Эль-Кусейр).

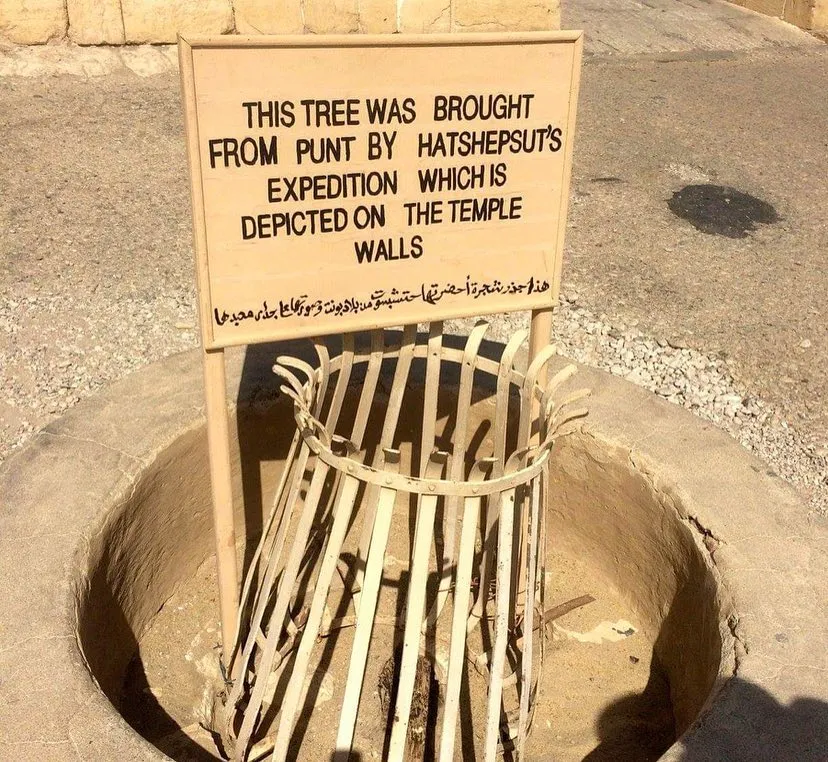
Мирровое дерево из Пунта, привезённое экспедицией Хатшепсут в Египет

При фараоне XII династии Сенусерте I экспедицию к «рудникам Пунта» по приказу великого визиря Антефокера возглавлял вельможа Амени, сын Ментухотепа, который вместе с Хапиджефаи I, номархом Сиута, стал продолжателем дела вельмож Хуфхора и Пиопинахта, «заложивших» в Древнем царстве традицию путешествий в далёкие страны. Корабли были изготовлены на десятом году правления Сенусерта I на верфях Коптоса и волоком доставлены к красноморскому побережью, для чего было задействовано 3700 человек.
Отправлял экспедицию и фараон Аменемхет II. Правители следующей, XIII династии, отправили в Красное море экспедицию, насчитывавшую до 10 тысяч человек. Эту экспедицию достаточно подробно описал её начальник Хену. «Я выступил с войском в 3 тысячи человек. Я превратил дорогу в реку, красные земли (пустыню) в зелёный луг, я давал один бурдюк, два кувшина воды и двадцать хлебов каждому человеку каждый день, — без лишней скромности расписывал свои заслуги он. — Я построил двадцать водоёмов в вади и два в Куахете… Я построил этот корабль. Я оснастил его, как нужно… Когда я проплыл по Великой Зелени, я сделал все, что повелело мне его величество, и принес ему все сокровища, какие нашел на обоих берегах Земли Богов».
При Сенусерте II и Сенусерте III походы в Пунт продолжались, причём по воле последнего был сооружён судоходный канал, соединивший Нил с Красным морем. В эпоху Среднего царства у берегов Красного моря существовал еще один город-порт, Сауу, современный Мерса Гауасис, к которому вели дороги по пустыне от города Куса. Были обнаружены стелы вельмож Хентихетиура, плававшего в Пунт при Аменемхете II (1914—1882) и номархе Хнумхотепе, посещавшего страну благовоний в царствование Сенусерта II.

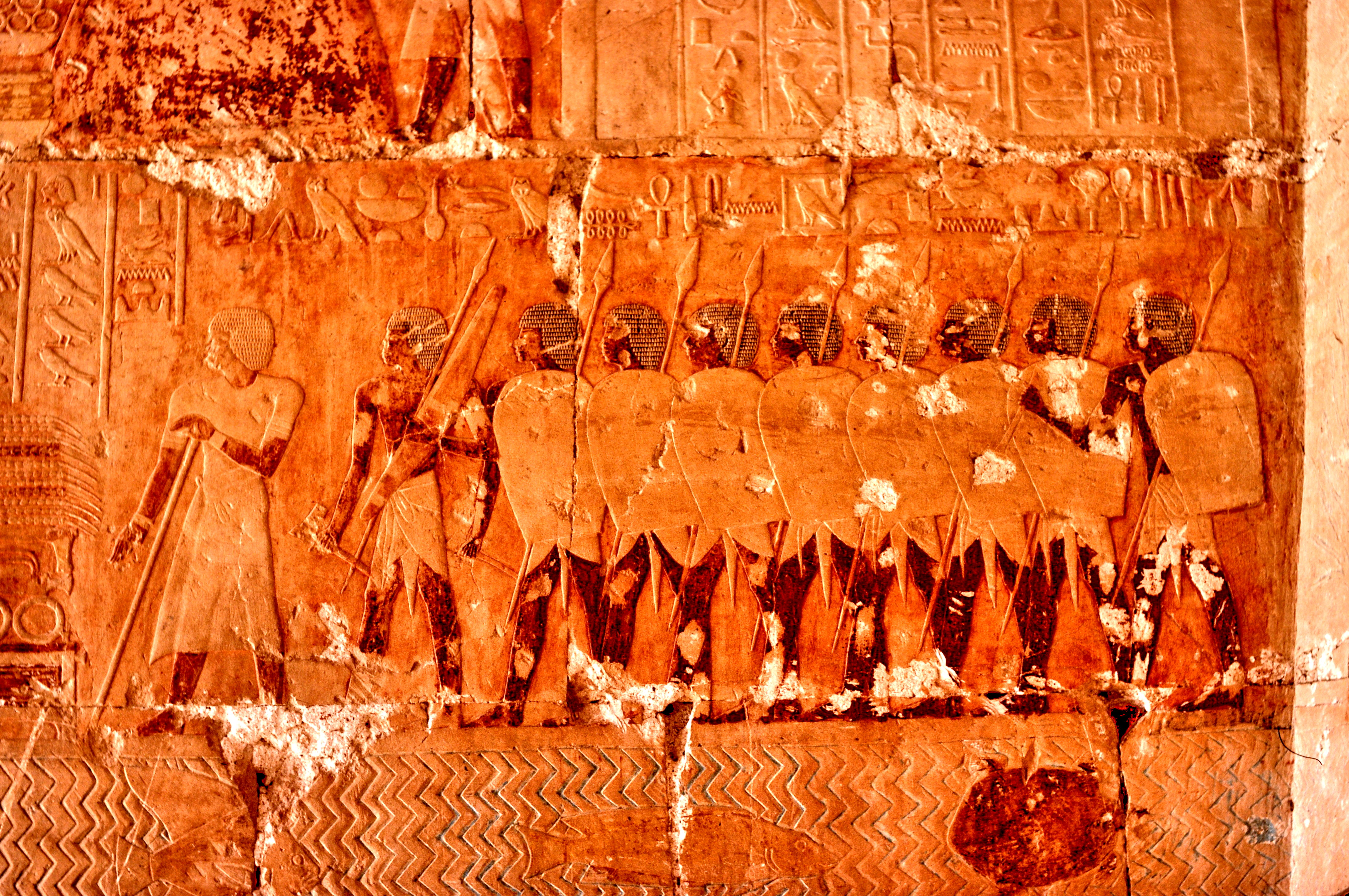
Египетские воины во главе с Нехси, военачальником Хатшепсут.

После 1800 года до нашей эры для Египта наступило время очередного упадка (Второй переходный период), и экспедиции в Пунт прервались.

## Экспедиции Хатшепсут и Тутмоса III

Пунтийская хижина на сваях.

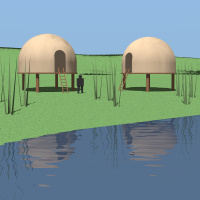
Пунтийская хижина на сваях — современная реконструкция ландшафта.

Крупнейшая экспедиция в Пунт была снаряжена по прямому приказу царицы XVIII династии Нового царства Хатшепсут под руководством темнокожего военачальника Нехси в 1482/1481 до н. э. Она состояла из пяти крупных кораблей и была призвана восстановить контакты с Пунтом, прерванные в эпоху Среднего царства, и доставить мирровые деревья для храма Джесер Джесеру в Дейр эль-Бахри. Рельефы храма в Дейр эль-Бахри представляют все подробности этой кампании. Художники детально изобразили флот Хатшепсут, особенности ландшафта Пунта с лесами благовонных деревьев, экзотическими животными и домами на сваях.

### Описание рельефов Дейр эль-Бахри
Сначала изображены все пять кораблей экспедиции — они стоят на якоре и загружаются товарами. Далее показан отплыв нагруженного флота. Корабли изображены невероятно точно, учитывается даже толщина канатов. Изображена морская живность, встреченная моряками по пути. На следующем рельефе эскадра с опущенными парусами стоит у берегов Пунта, где их встречают пунтийцы. Показана разгрузка товаров. Писцы с высокой точностью показали берега Пунта: на нём стоят ульеобразные свайные хижины туземцев с тростниковыми лестницами перед входом; пальмы и другие тропические растения; птицы, вылетающие из крон. Рядом с хижинами, в тени деревьев, отдыхает скот.
Отряд египетских воинов идёт на встречу пунтийской делегации. Египтяне вооружены щитами и копьями, впереди отряда идёт Нехси, вооруженный луком и топориком, с декоративной тростью в руках. Пунтийцев возглавляет их царь — Пареху. У него, как и у всех пунтийцев-мужчин, длинная остроконечная бородка. Пареху носит кинжал за поясом, а в руках держит жезл. Также у него короткая прическа. Позади него стоит его жена — царица Ати. Ати чрезвычайно полна, что, судя по всему, является следствием какой-то болезни (впрочем, подобная стеатопигия может быть характерна для представительниц койсанской расы). На ней платье. Далее стоят два царских сына, и одна принцесса, которая проявляет тенденцию к той же болезни, что и её мать. После царской семьи идут слуги с дарами и осёл, возящий Ати.

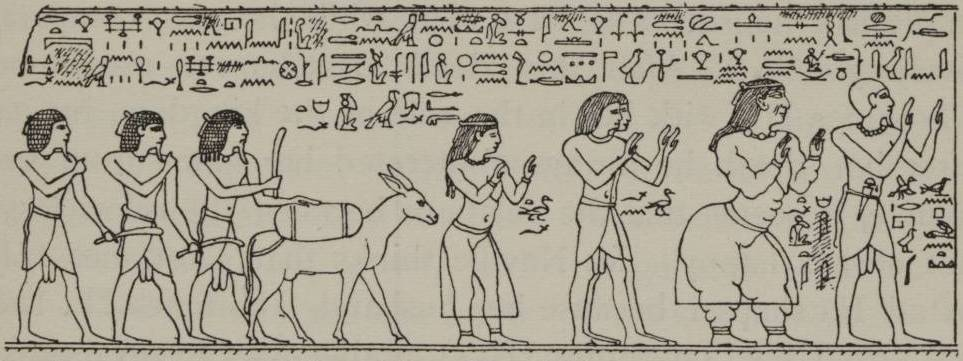
Пунтийский царь Пареху и царица Ати.

 Пунтийцы имеют кожу темно-кирпичного цвета, из чего видно, что они отличны от чисто негроидной расы. Жители Пунта удивлены внешним видом египтян, их вещами, оружием, кораблями. Пунтийцы даже спрашивают, спустились ли египтяне с небес, или же вышли из морских глубин. Царская семья поспешила признать власть египетского фараона (хотя это уже, видимо, додумано писцами). Началась торговля. Накупив множество товаров — мирры, чёрного дерева, экзотических животных (на рельефах изображены павианы, леопарды, жираф), слоновой кости, благовоний, золота, леопардовых шкур и т. д., египтяне погрузили всё это на корабли и отплыли. Вместе с ними отправились в Египет пунтийские послы. 
Потом изображены сцены триумфального возвращения в Фивы и отмерения товаров, привезенных из Пунта. Мирровые кусты, привезенные из экспедиции, были высажены у храма Хатшепсут в Дейр эль-Бахри. Хатшепсут показана воздающей хвалы Амону за удачное завершение экспедиции.

### В современной литературе
Жизнь Хатшепсут и её путешествие в страну Пунт описывается в книге Филиппа Ванденберга «Наместница Ра». Согласно книге, экспедиция длилась около года. Путь туда начался на север по Нилу, а затем более 10 дней рабы тянули корабли через пустыню, встретившуюся им на пути. Хатшепсут также лично принимала участие в этом, для того, чтобы быть примером своим рабам. Согласно Ванденбергу, Тутмос III пришёл на престол во время отсутствия Хатшепсут, её пребывания в стране Пунт. Также в книге Пунт описан как страна карликов. Путешествие египтян в страну Пунт и обстоятельства правления Хатшепсут описаны в романе Элизабет Херинг «Служанка фараонов». В романе главная героиня девочка-эфиопка растет в деревне Параху, потом ее вместе с семьей продают египтянам. При дворе Хатшепсут она становится наперсницей царской дочери и тайной возлюбленной будущего фараона Тутмоса.

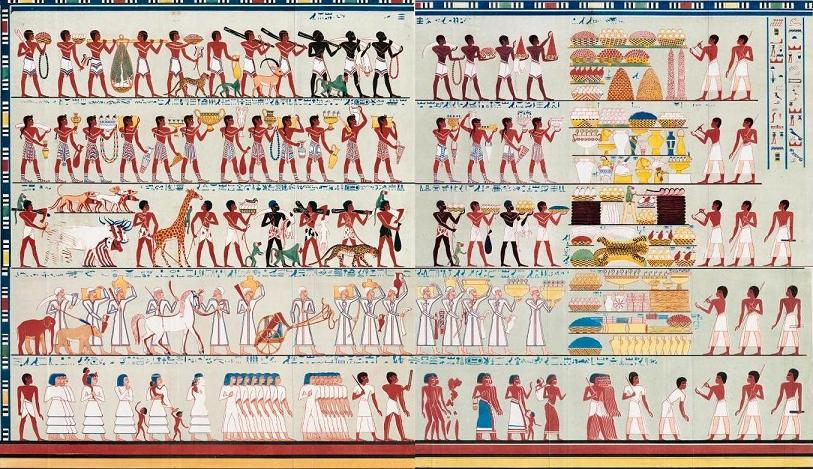
Стела Рехмира. Верхний ряд — иноземцы из страны Пунт, приносящие мирровое и чёрное дерево, ручных бабуинов и других обезьянок, шкуры животных.

### СтелаРехмира
После Хатшепсут её преемник, Тутмос III, отправлял две военно-торговых экспедиции в Пунт. Рехмира был племянником визиря (главного министра) Усера, управлявшего Верхним Египтом во времена Хатшепсут. Во время военных кампаний Тутмоса III Рехмира, наследовав дяде в качестве главного министра, управлял всеми египетскими владениями фараона. В усыпальнице Рехмира найдена стела, на которой Рехмира изображён принимающим иноземцев, приносящих дары, дань и рабов в Египет. Верхний ряд посвящён дарам, дани или просто товарам обмена из страны Пунт — на изображении можно видеть деревья, дающие благовония, разных ручных животных и шкуры зверей.

## Более поздние экспедиции
Экспедиции в страну Пунт не прекращались при Аменхотепе III, Хоремхебе и Рамсесе II. Рамсес III был последним известным фараоном, отправившим корабли к берегам Пунта. Возвращение этой экспедиции было запечатлено на рельефах его храма в Мединет-Абу. О ней также сообщает Папирус Харриса I:

Построил я (Рамсес III) большие корабли и баржи впереди них, с набранными многочисленными командами и сопровождающими без числа. Их начальники корабельных отрядов находятся в них под руководством инспекторов и надзирателей, чтобы снабжать их, нагружая вещами Египта, которым нет числа. В огромном количестве, десятки тысяч, отправляются великим морем (под названием) Мукед, достигают они стран Пунта. Не испытывают они бедствий, отправляясь в путь. Нагружены эти корабли и баржи вещами из Танечер, всевозможными диковинками их страны, миррой из Пунта в большом количестве, погруженной десятками тысяч, нет им числа. Дети их правителей из Танечер идут впереди своей дани в сторону Египта.
— Папирус Харриса
После прекращения контактов Пунт в массовом сознании египтян окончательно превратился в сказочную страну мифов и легенд, которые дожили до греко-римской эпохи.